# 제67회 베네치아 국제 영화제
제67회 베네치아 국제 영화제는 2010년 9월 1일에 열린 시상식이다. 이탈리아 베니스에서 개최되었다. 2010년 9월 1일부터 11일까지 열렸다. 미국 영화감독이자 시나리오 작가인 쿠엔틴 타란티노가 심사위원장을 맡았다. 영화제 개막작은 대런 애러노프스키 감독의 '블랙 스완 (영화)', 폐막작은 줄리 테이머 감독의 '더 템피스트'였다. 오우삼은 페스티벌이 시작되기 전에 평생 공로로 황금사자상을 수상했다.
황금사자상은 소피아 코폴라 감독의 <썸웨어 (영화)>가 수상했다. 최우수 감독상은 광대를 위한 슬픈 발라드(A Sad Trumpet Ballad)의 알렉스 데 라 이글레시아(Álex de la Iglesia)에게 수여되었다.
영화가 하나의 주요 상만 받도록 제한하는 전통을 깨고 심사위원 특별상과 볼피컵 남우주연상(빈센트 갤로)은 같은 영화인 예지 스콜리모프스키(Jerzy Skolimowski)의 특급 살인(Essential Killing)에게 돌아갔다. 과거에는 어떤 영화도 두 개의 주요 상을 받은 적이 없었다. 심사위원단을 대표하여 미국 감독 쿠엔틴 타란티노(Quentin Tarantino)는 페스티벌 책임자 마르코 뮐러(Marco Müller)에게 규칙 변경을 호소했다. 이 규칙 변경은 페스티벌의 향후 버전에서도 계속 유지된다.
영화제 이후 이탈리아 영화 평론가 파올로 메레게티는 심사위원단이 상을 수여하는 결정을 비판하고 타란티노를 선정하여 편애했다고 비난했다. 그는 혐의를 부인했다.

## 수상 및 후보

### 황금사자상
- 썸웨어 - 소피아 코폴라 수상

### 은사자상-감독상
- 트럼펫의 슬픈 발라드 - 알렉스 드 라 이글레시아 수상

### 볼피컵 여우주연상
- 아텐베르크 - 아리안 라베드 수상

### 볼피컵 남우주연상
- 특급 살인 - 빈센트 갈로 수상

### 심사위원 특별상
- 특급 살인 - 제르지 스콜리모우스키 수상

### 골든오셀라 각본상
- 트럼펫의 슬픈 발라드 - 알렉스 드 라 이글레시아 수상

### 개인공로상
몬테 헬맨 수상

### 촬영상
- 조용한 영혼들 - 미카일 크리취만 수상

### FIPRESCI상
- 엘 시카리오: 164호 - 잔프란코 로시 수상

### 마르첼로 마스트로얀니 상
- 블랙 스완 - 밀라 쿠니스 수상

### 오리종티 상-장편
- 골리앗의 여름 - 니콜라스 페레다 수상

### 오리종티 상-단편
- 다가오는 유혹 - 피터 체르카스키 수상

### 오리종티 상-중편
- 아웃 - 로이 로즌 수상

### 오리종티 상-심사위원특별상
- 잊혀진 공간 - 앨런 세큘라 외 1명 수상

### 오리종티 상-특별 언급
- 장 쟝티 - 이스라엘 카르데나스 외 1명 수상

### 경쟁부문
- 라 페코라 네라 - 아스카니오 셀레스티니
- 행복한 소수 - 앙토니 코르디에
- 특권층의 고독 - 사베리오 코스탄조
- 물에 쓰인 약속 - 빈센트 갈로
- 로드 투 노웨어 - 몬테 헬맨
- 검은 비너스 - 압델라티프 케시시
- 포스트 모템 - 파블로 라라인
- 바니의 버전 - 리처드 J. 루이스
- 우리는 믿었다 - 마리오 마르토네
- 열정 - 칼로 마자쿠라티
- 13인의 자객 - 미이케 다카시
- 포티쉐 - 프랑소와 오종
- 믹스 컷오프 - 켈리 라이카트
- 미랄 - 줄리앙 슈나벨
- 상실의 시대 - 트란 안 훙
- 적인걸: 측천무후의 비밀 - 서극
- 쓰리 - 톰 티크베어

### 비경쟁부문
- 더 타운 - 벤 애플렉
- 아임 스틸 히어 - 케이시 애플렉
- 소렐레 마이 - 마르코 벨로치오
- 니엔테 파우라 - 피에르지오르지오 가이
- 단테 페레티 - 지안프랑코 지아그니
- 다이 노스트리 인비아티 - 쥬세페 자노티 외 1명
- 노티지에 데글리 스카비 - 에미디오 그레코
- 마지막 영화 - 데니스 호퍼
- 고르바시오프 - 스테파노 인세르티
- 노란 부츠의 소녀 - 아누락 카시압
- 용심도 - 관금붕
- 정무풍운 진진 - 유위강
- 완다 - 바바라 로든
- 6X 베네디히 - 칼로 마자쿠라티
- 제브라맨 - 미이케 다카시
- 브라맨 2 - 미이케 다카시
- 동안 - 대니 팽
- 발라자스카 - 미켈레 플라치도
- 올 인클루시브 - 데이비드 자마그니 외 1명
- 라아바난 - 마니 라트남
- 라아반 - 마니 라트남
- 마셰티 - 에단 마니퀴스 외 1명
- 1960 - 가브리엘 살바토레
- 라 프리마 볼타 아 베네치아 - 안토넬로 사르노
- 어 트리뷰트 투 비토리오 가스만 - 지안카를로 스카칠리
- 어 레터 투 엘리아 - 마틴 스코세이지
- 전율미궁 3D - 시미즈 다카시
- 서바이빙 라이프 - 얀 슈반크마이에르
- 더 템피스트 - 줄리 테이머
- 룰티모 가토파르도 - 쥬세페 토르나토레
- 파시오네 - 존 터투로
- 로페 - 엔드류차 웨딩턴
- 검우강호 - 오우삼
- Taikong xia 3D - Yuan Zhang

### 오리종티 경쟁부문
- 옥희의 영화 - 홍상수
- 방독피 - 김곡
- 하우스 - 더그 앳킨
- 나인 뮤즈 - 존 아캄프라
- 위크 랏 프런트 - 빅토르 알림피에프
- 일 카포 - 유리 안카라니
- 엔 엘 후투로 - 마우로 안드리지
- 유령들린 집 - 마르틴 아르놀트
- 엘 포조 - 길예르모 아리아가
- 운 아노 도포 - 프로제토 메모리 헌터스 - 다닐로 바로지 외 10명
- 잠자는 숲속의 미녀 - 카트린 브레야
- 우먼 아이 - 눈타낫 두앙티사른
- Nainsukh - 아미트 듀타
- 논 시 푸오 눌라 콘트로 일 벤토 - 플랫폼
- 더 에이전트 - 빈센트 갈로
- 카라크레마다 - 루이스 갈테르
- 페르 케스티 스트레티 모리레 - 쥬세페 M. 가우디노 외 1명
- K.364 열차여행 - 고든 더글러스
- 게스트 - 호세 루이스 구에린
- XIFANG QU CI BU YUAN - 후앙 웬하이
- QIAO - 후앙 웬하이
- 마우스 팰리스 - 하랄드 훈트 외 1명
- 어 로프트 - 켄 제이콥스
- 포 시즌스 - 차이시리 지와랑산
- 베터 라이프 - 아이작 줄리앙
- 더 레오파드 - 아이작 줄리앙
- 로빈슨 인 루인스 - 패트릭 킬러
- 다이아몬드 - 루스탐 캄다모프
- 젤라 - 마리앤 코우리 외 1명
- 레드 어스 - 나탁요
- 퓨쳐 아키알로지 - 아르민 린케 외 1명
- 아톰 - 마르쿠스 뢰플러 외 1명
- 더 라이프 앤 데스 오브 헨리 다거 - 베르트랑 만디코
- 매직 포 비기너스 - 제시 맥클린
- 뉴스 프럼 노웨어 - 폴 모리세이
- 인스퍼레이션 - 갈리나 미즈니코바 외 1명
- 에스파다 로사 - 주앙 니콜라우
- 상 비셍트 드 포라의 패널화 - 마뇰 드 올리베이라
- 더 익스터널 월드 - 데이빗 오렐리
- 달마 건즈 - F.J. 오쌍
- 온 루빅스 로드 - 라일라 파칼니나
- 맨 인 어 룸 - 라파엘 파라시오 일링워스
- 다이안 윌링턴 - 아르노 데 팔리에르
- 더 바바리안스 - 쟝-가브리엘 뻬리오
- 퓨처 윌 낫 비 캐피탈리스트 - 사샤 피어커
- 오 문두 에 벨루 - 루이즈 프레티
- 스타더스트 - 니콜라스 프로보스트
- 콜드 클레이, 엠티니스... - SJ. 라미르
- 더 퓨처리스트 - 에밀리 리차드슨
- 엘 시카리오: 164호 - 잔프란코 로시
- 존스 곤 - 베니 사프디
- 위 워 커뮤니스트 - 마허 아비 삼라
- 말라볼리아 가네 사람들 - 파스콸레 시메카
- 인디패티거블 - 세미콘덕터
- 콜드 피시 - 소노 시온
- 21 KE - XUN SUN
- 하우 투 픽 베리즈 - 엘리너 탈벤사아리
- 라 리네아 제네랄 - 올레그 체르니
- 데스 오브 언 인섹트 - 한네스 바티아이넨 외 1명
- HARU NO SHIKUMI - ATSUSHI WADA
- 페이딩 - 올리비에 자바
- 720 디그리즈 - 이쉬티아케 지코
- 카수스 벨리 - 지오르고스 조이스

### 회고전
- 무적자 - 송해성콘트로캄포 이탈리아노
- 20 시가렛츠 - 오렐리아노 아마데이
- 더 퍼스트 어싸인먼트 - 지오지아 세세르
- 코메 운 소피오 - 미켈라 세스콘
- 우먼 - 지아다 콜라그란데
- 스포세로 니치 벤도라 - 안드리아 코스탄티노
- 타다 에스타테 - 마르코 드 안젤리스 외 1명
- 바사 마리아 - 로베르토 데 파올리스
- 일 로로 나테일 - 가에타노 디 바이오
- 아킬 - 지오지아 파리나
- 리네아 니그라 - 안나 기갠트
- 니엔테 오르치드 - 레오나르도 고다노 외 1명
- 워드 54 - 모니카 마기오니
- TAJABONE - 살바토레 메레우
- 마 체 스토리아... - 지안프랑코 파논
- 인투 파라디소 - 파올라 랜디
- 플라이아노 - 지안카를로 롤란디
- 세 하이 우나 몬타그나 디 니브, 티에닐라 올 옴브라 - 엘리자베타 스가르비
- 푸게 어프로디 - 지오바나 타비아니
- 이 바시 마이 다티 - 로버타 토르레